# Museo de la Romanización
El Museo de la Romanización es un museo ubicado en Calahorra, España. Tiene su sede en la conocida popularmente como Casa del Millonario y está dedicado al proceso de romanización de La Rioja. Ofrece un recorrido cronológico por la cultura romana en La Rioja desde el siglo II a. C. al siglo V d. C.

## Historia
El museo tiene su origen en una colección de esculturas, cerámicas, materiales arquitectónicos y numismáticos, que fueron reunidos desde 1924 por el archivero, bibliotecario y comisario de excavaciones local Gutiérrez Achútegui. La colección constaba de tres secciones, ubicadas en el Ayuntamiento, la Catedral y el Instituto Nacional de Enseñanza Media Quintiliano.
En 1956 la colección Gutiérrez Achútegui se instala en la Biblioteca Pública Municipal bajo el nombre de Museo Calagurritano. En 1973 la colección constaba de diez vitrinas con piezas y una especial albergando la Dama de Calahorra.
El Museo Municipal de Calahorra surge en 1982 por acuerdo del Ayuntamiento, inaugurándose en junio de 1984. Anteriormente la colección tuvo una ubicación provisional, la Casa Municipal del Arte, inaugurada en diciembre de 1982.
En 1989 se incrementan los fondos con donaciones de asociaciones y de particulares. En 1993 se recibe la cesión de la colección del Instituto Nacional de Enseñanza Media Quintiliano, produciéndose así una reunificación de la colección Gutiérrez Achútegui.
Entre 1994 y 1995 se reorganiza el montaje de las salas de arqueología, incorporando materiales en depósito del Museo de La Rioja. 
En junio de 2009 el Museo Municipal de Calahorra pasa  a convertirse en Sección del Museo de La Rioja de Logroño, con la denominación de   Museo de la Romanización. 

## Sede
La sede se encuentra en el palacete conocido popularmente como la Casa del Millonario, construido en la década de 1930 por su propietario original tras haber ganado 3 000 000 de pesetas en la lotería nacional. La comunidad autónoma de La Rioja, entonces propietaria, cedió el uso del edificio al Ayuntamiento de Calahorra en 1982.

## Colecciones
El Museo Municipal de Calahorra tenía una colección de esculturas romanas aparecidas en distintos puntos de la ciudad, entre las que se destaca la . Al convertirse en sección del Museo de La Rioja la colección se enriqueció con materiales recuperados en excavaciones realizadas en la provincia.
La colección trata de mostrar al visitante el proceso de romanización de La Rioja desde Alfaro a Herramélluri y desde Varea a los valles cameranos.

### Salas

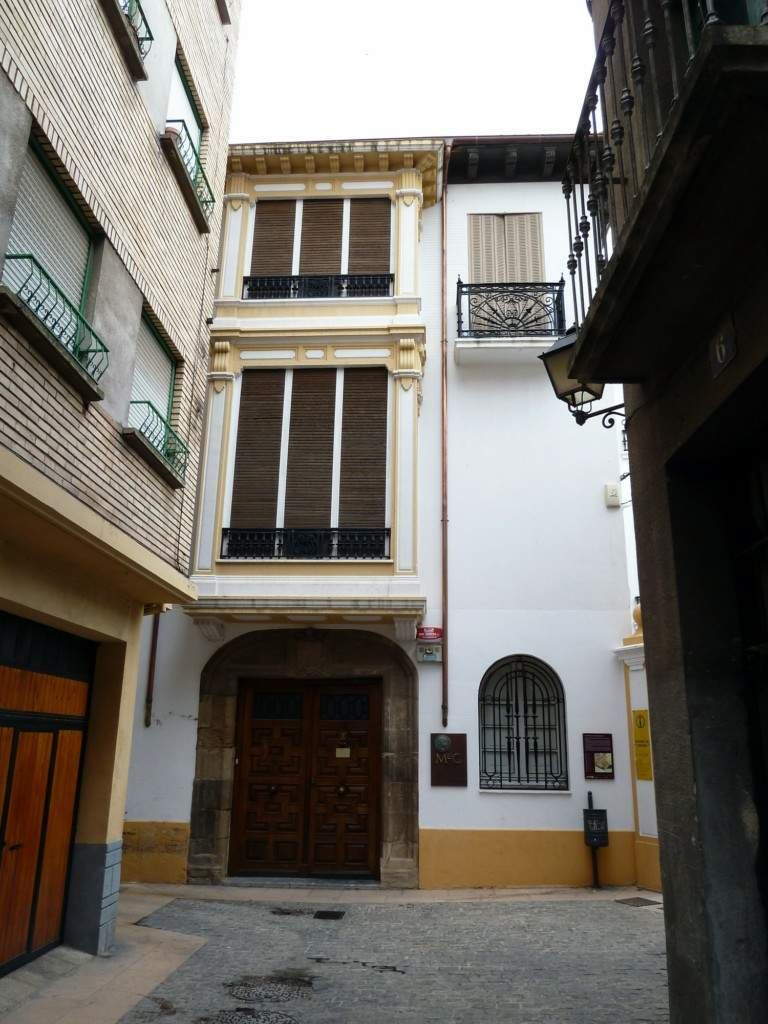
Vista exterior del edificio.

- Sala I: ubicada en la planta baja, se centra en la cultura material celtibérica.
- Sala II: ubicada en la planta baja, trata sobre la guerra, conquista y la incorporación de la zona al mundo romano. Particularmente muestra el protagonismo de Calagurris durante las guerras sertorianas, su asedio y posterior destrucción en el año 72 a. C.
- Sala III: ubicada en la primera planta, se centra en la vida cotidiana durante el proceso de romanización. Se exponen los materiales constructivos de la casa romana, exponiendo aspectos como el abastecimiento de agua, el sistema de calefacción, los ladrillos, tejas y decoraciones arquitectónicas.
- Sala IV: ubicada en la segunda planta, su temática la ocupan las actividades económicas, agrícolas, ganaderas y artesanales.
- Sala V: ubicada en la segunda planta, está dedicada a la vida pública, ocio, juegos y religión.

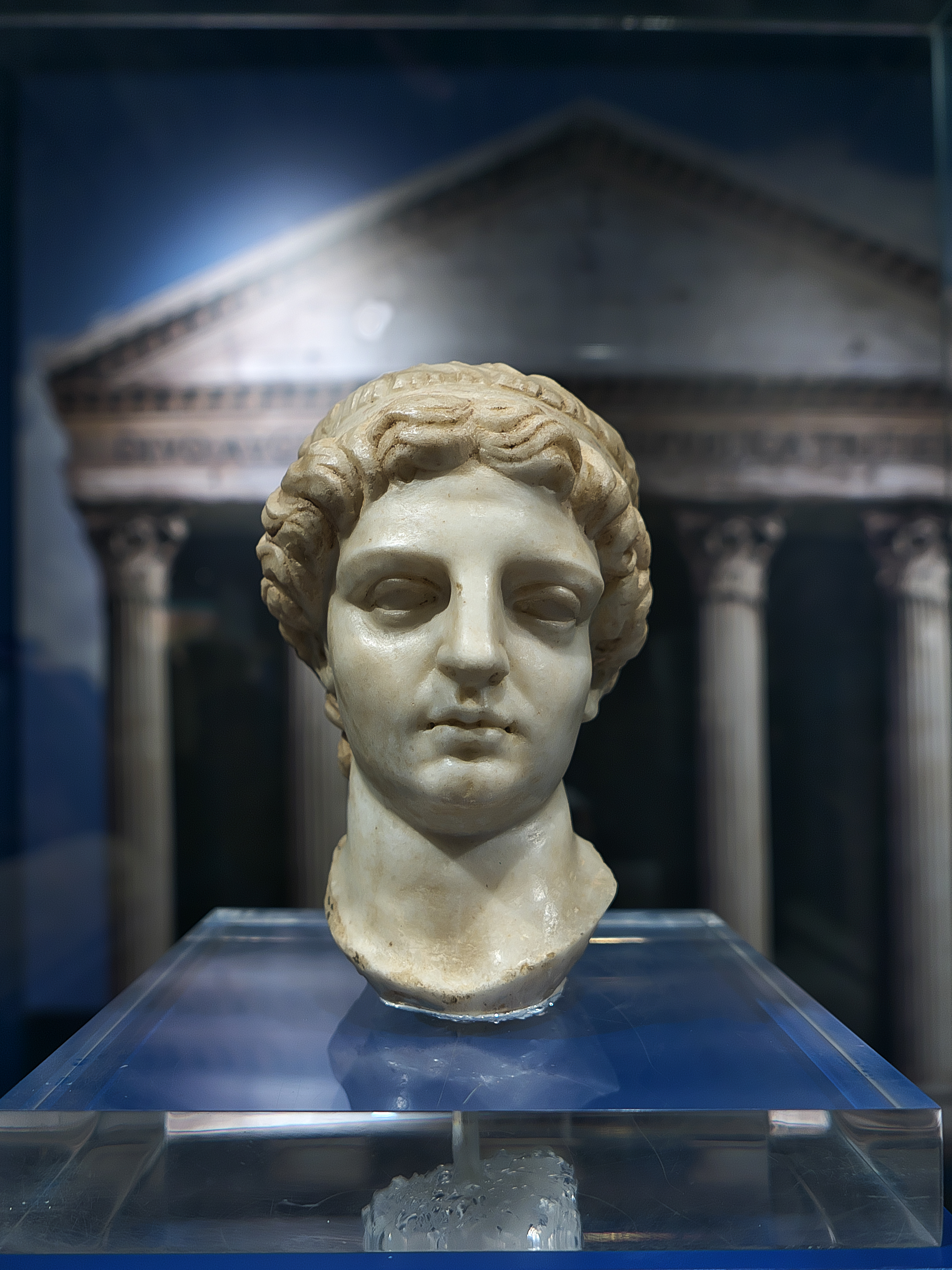
Dama de Calahorra. Yacimiento de la Clínica.
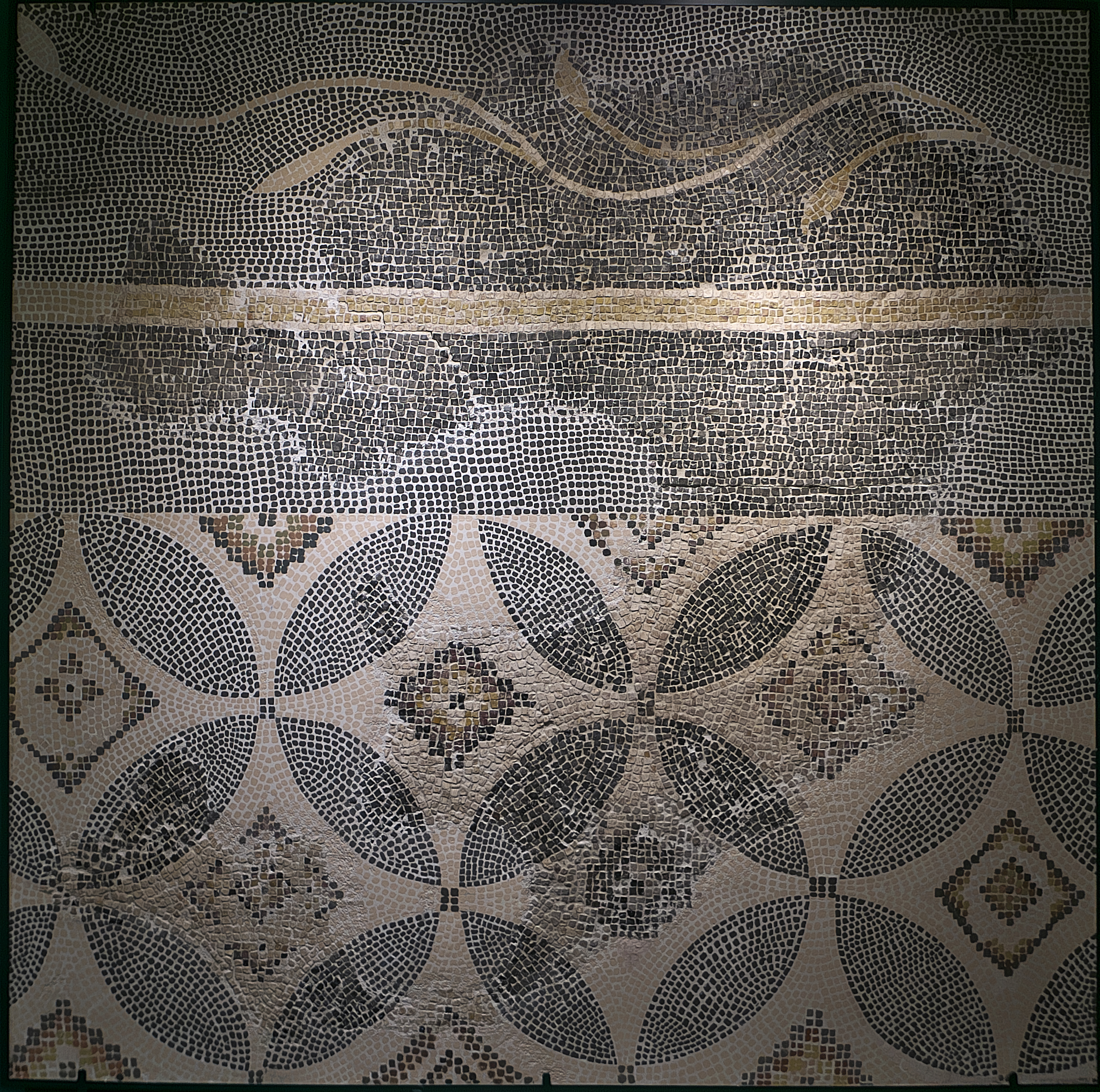
Mosaico con decoración geométrica y vegetal.
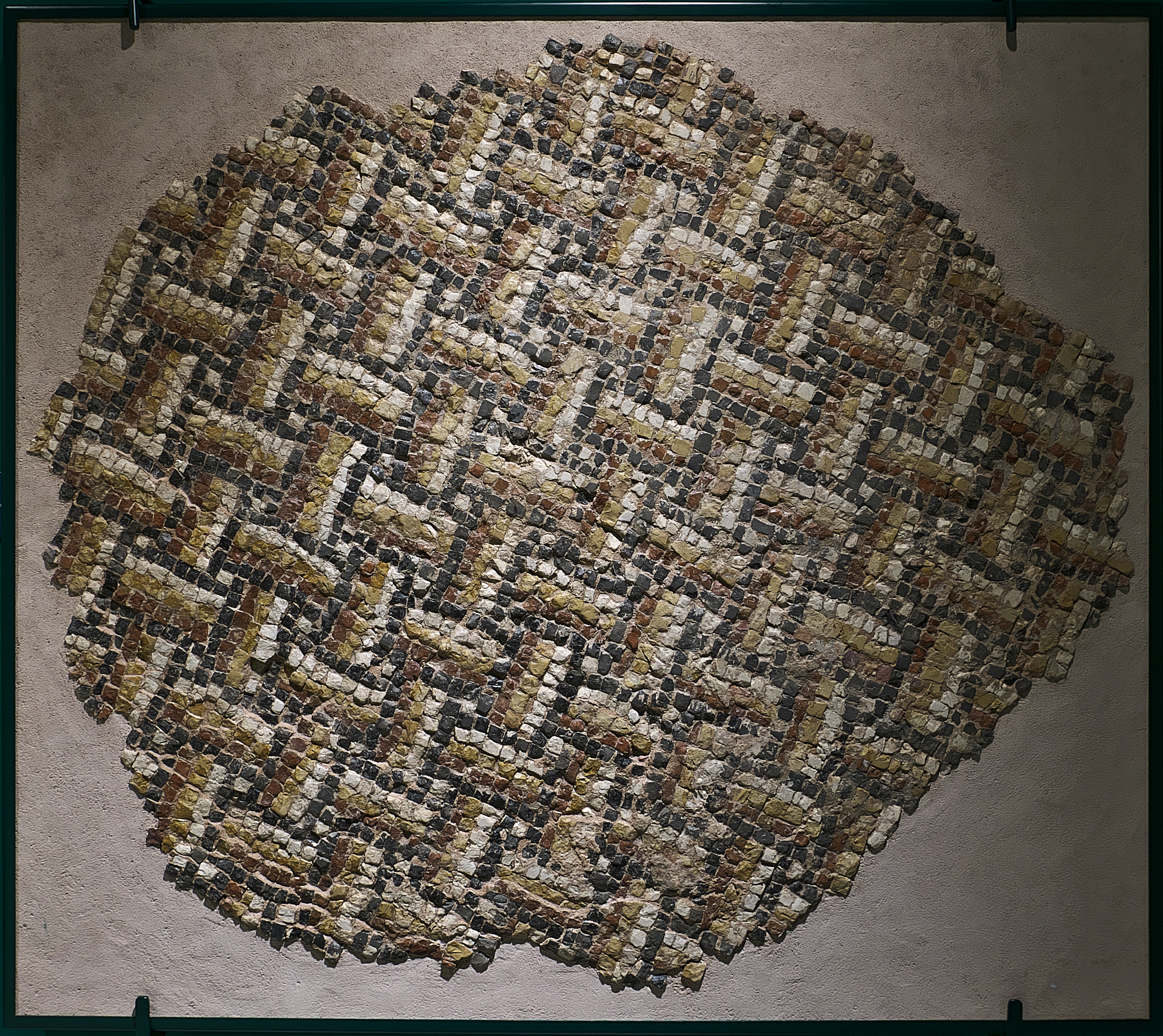
Mosaico con decoración geométrica de nudo salomónico.
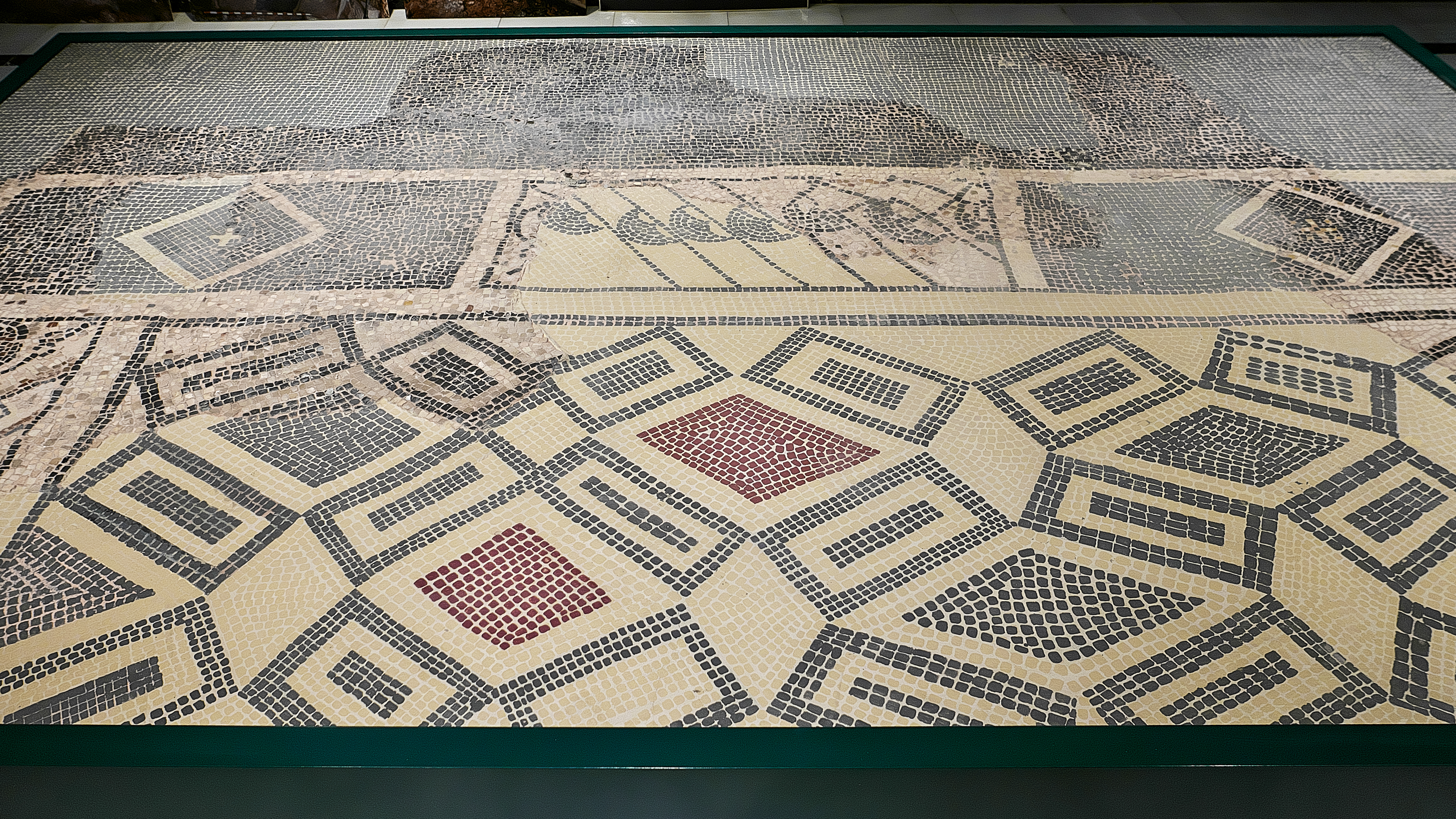
Mosaico con decoración geométrica.